# Concilio divino

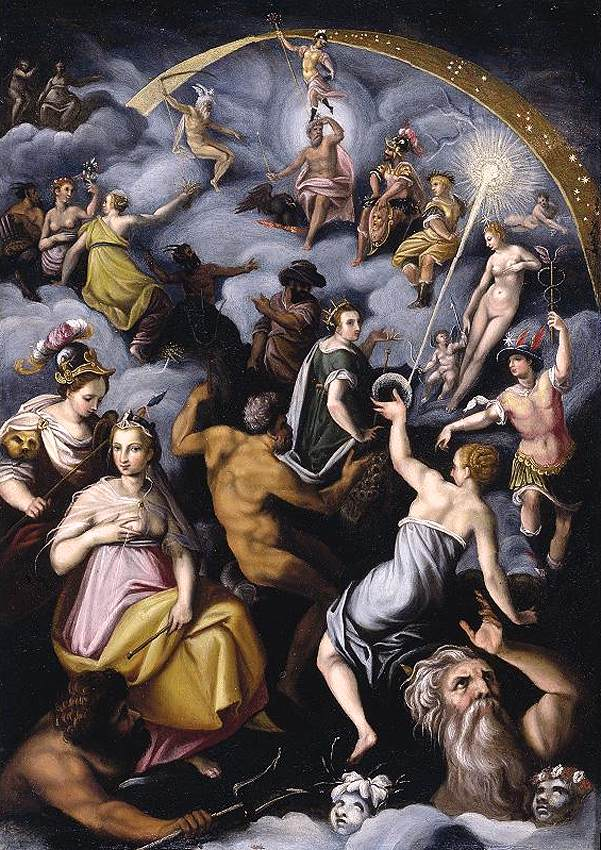
L'assemblea degli dèi, dipinto di Jacopo Zucchi che illustra le divinità greche.

Nella mitologia e nella religione, il concilio divino è un'assemblea di divinità.

## Origini storiche
Il concetto di assemblea divina (o concilio divino) è attestato nei pantheon del Vicino Oriente antico (sumeri, accadi, babilonesi, canaaniti, israeliti) e dell'antico Egitto, nell'antica Grecia e nell'antica Roma, nella mitologia celtica e nella mitologia norrena.
La letteratura egizia rivela l'esistenza di un "sinodo degli dei". Alcune delle descrizioni esistenti più complete delle attività dell'assemblea divina si trovano nella letteratura dalla Mesopotamia. Qui il concilio degli dei, guidato dal sommo dio Anu, si riunisce per affrontare vari problemi. Il termine usato in lingua sumera per descrivere questo concetto era Ukkin e in tardo accadico e aramaico era puhru.

## Nell'Antico Testamento

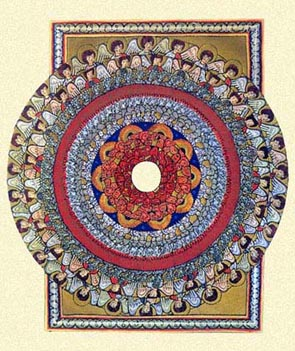
I 9 cori angelici, miniatura dal breviario di Ildegarda di Bingen (1098-1179)

Nell'Antico Testamento, il concilio divino è un'assemblea dove "Dio giudica in mezzo agli dèi" (Salmi 82:1).
Nella redazione originale ebraica del passo citato, viene riportata letteralmente un'assemblea (אֱלֹהִים נִצָּב בַּעֲדַת־אֵל בְּקֶרֶב אֱלֹהִים יִשְׁפֹּט in ebraico) presieduta da un'entità per designata dal termine Elohim (in ebraico: אלהים); la riunione avviene alla presenza di altre entità anch'esse chiamate col termine Elohim (in ebraico: אלהים), figli di Elyon (in ebraico: עליון ), letteralmente "ciò che sta sopra"; nel passo biblico il conducente dell'assemblea è adirato con i convenuti e dice loro che: "Siete Elohim figli di Elyon ma morirete come tutti gli Adam…", che nella traduzione adattata e interpretata dal cattolicesimo in italiano viene resa con: "Voi siete dèi/giudici/angeli figli dell'Altissimo eppure morirete come ogni uomo" (Salmi 82:6 e 82:7).
Il termine Elohim, in tutto il resto della Bibbia, viene di solito attribuito dai teologi al significato di dio o divinità, ma senza alcuna fonte o spiegazione; in questo caso potrebbe eventualmente essere associato ad altri significati (ad es. giudici o angeli) ma giusto negli stessi capitoli dei Salmi della Bibbia vengono usati i termini "rosnim malkè shiftin malkim"che sono traduzioni riferibili a "giudici sovrani comandanti angeli" etc., e quindi Elohim in questo caso è assolutamente distinto dagli altri significati (che sono resi con altri vocaboli negli stessi Salmi ad es. nel cap.2) ed è quindi usato propriamente ed esclusivamente con un significato a sé stante, ad es. come divinità nella accezione della stragrande maggioranza dei teologi e traduttori per tutto il resto della Bibbia. Il testo quindi evidenzia in questa evenienza di un "concilio di Elohim tra altri Elohim", una riunione di "Divinità tra altre Divinità", passo anche citato da Gesù Cristo in Giovanni 10:30 nei Vangeli, originariamente scritti in greco col termine Theoi (ovvero Dei) e quindi non "giudici o potenti o capi", nella quale frase poi si afferma, tra l'altro, che anche se questi Elohim sono esseri superiori sono condannati alla morte come gli uomini, in virtù del giudizio negativo che queste entità ribelli hanno ricevuto (Adam in ebraico אָדָם che significa uomo/razza umana).

### Testi e riferimenti biblici
Nella Bibbia ebraica (Tanakh), ci sono descrizioni multiple di Yahweh che presiede una grande assemblea di "schiere celesti". Alcuni interpretano queste assemblee come esempi di Concilio Divino: 
Il Libro dei Salmi (82:1) afferma: "Dio (in ebraico אלהים‎? elohim) sta nell'assemblea divina (בַּעֲדַת-אֵל); egli giudica in mezzo agli dèi (in ebraico אלהים‎? elohim)" (אֱלֹהִים נִצָּב בַּעֲדַת־אֵל בְּקֶרֶב אֱלֹהִים יִשְׁפֹּט). Il significato dei due riferimenti a "elohim" è stato molto discusso dagli studiosi testamentari, con certi che hanno sostenuto che entrambe le parole si riferiscono a YHWH, mentre altri propongono che Dio presieda un'assemblea divina di altri dei o angeli. Alcune traduzioni del passo danno "Dio (elohim) Dio si alza nell'assemblea dei potenti a giudicare il cuore come Dio (elohim)" (in ebraico "beqerev elohim", "in mezzo agli dei" e la parola "qerev" se al plurale significherebbe "organi interni".). Più avanti in questo Salmo, viene usata la parola "dèi": Salmi 82:6 - "Io ho detto: "Voi siete dei, siete tutti figli dell'Altissimo"." Invece di "dèi", altre versioni riportano "esseri divini", ma anche qua la parola è elohim/elohiym. Questo passo è citato nel Nuovo Testamento in Giovanni 10:34.

### Esegesi
Nel Libro dei Re (1 Re 22:19), il profeta Michea ha una visione di Yahweh seduto tra "tutto l'esercito del cielo" che gli stava intorno, a destra e a sinistra. Yahweh chiede chi ingannerà Acab e uno spirito si fa avanti e si offre. Questo è stato interpretato come un esempio di concilio divino.
I primi due capitoli del Libro di Giobbe descrivono i "Figli di Dio" che si radunano in presenza di Yahweh. Come accade per le "moltitudini del cielo", anche il termine "Figli di Dio" non trova un'interpretazione certa. Questa assemblea è stata interpretata da alcuni come un altro esempio di concilio divino. Altri traducono "Figli di Dio" con "angeli" e quindi sostengono che questo non è un concilio divino, perché gli angeli sono creazione di Dio e non divinità. Lo studioso testamentario David Freedman afferma:

"Il ruolo dell'assemblea divina come parte concettuale delle origini della profezia ebraica è chiaramente esposto in due descrizioni di coinvolgimento profetico nel concilio celeste. In 1 Re 22:19-23 ... a Michea è consentito di vedere Dio (elohim) in azione nella decisione celeste sul destino di Acab. Isaia 6 descrive una situazione in cui il profeta stesso si assume il ruolo di messaggero dell'assemblea e il messaggio del profeta è quindi commissionato da Yahweh. La rappresentazione qui illustra questo importante aspetto dello sfondo concettuale dell'autorità profetica."

Altri interpretano la schiera celeste come composta da angeli, asserendo che gli angeli sono una creazione di Dio e non divinità. Quindi i versetti in questione non sono esempi biblici di Concilio Divino.